# Église Saint-Michel d'Arâches
L'église Saint-Michel d'Arâches est une église catholique française du XVIIIe siècle, située dans le département de la Haute-Savoie, sur le territoire de la commune d'Arâches-la-Frasse.

## Historique
Une première église datant de 1222 est attestée. Vers 1700, grâce aux dons de paroissiens émigrés, le bâtiment actuel est construit sur l'ancien site. L'église est consacrée le 6 octobre 1765.